# Simon Fisher-Becker
Simon Fisher-Becker (ur. 25 listopada 1961 w Londynie, zm. 9 marca 2025 tamże) – brytyjski aktor teatralny, telewizyjny i filmowy, znany z ról komediowych oraz charakterystycznych. Wystąpił jako Tony Fazackerley w serialu Puppy Love, Gruby Mnich w filmie Harry Potter i Kamień Filozoficzny oraz Dorium Maldovar w 5. i 6. sezonie serialu Doktor Who.
Prowadził własne vlogi na YouTube oraz współpracował przy Simon Says Sci-Fi dla programu The Legend of the Traveling TARDIS.

## Życie prywatne
Od 8 kwietnia 2006 roku był w związku małżeńskim z Tonym Dugdale’em. Zmarł 9 marca 2025 roku, informację o jego śmierci przekazał jego mąż, publikując ją na oficjalnym koncie Simona na Facebooku.

## Filmografia
- 1990: Arrivederci Millwall jako kierownik sklepu
- 1992: An Ungentlemanly Act jako więzień
- 1994: Beg! jako dr Farth
- 1999: Sweet Thing jako Klaus
- 2001: Harry Potter i Kamień Filozoficzny jako Gruby Mnich
- 2012: Les Misérables. Nędznicy jako mężczyzna w oberży Thénardierów
- 2014: Puppy Love (serial) jako Tony
- 2017: Carnage: Swallowing the Past jako Kevin
- 2021: Reduced to Clear jako kierownik